# Ahmed Best
Ahmed Best (New York, 19 agosto 1973) è un attore, doppiatore e regista statunitense, noto principalmente per aver interpretato il personaggio di Jar Jar Binks nella saga cinematografica di Guerre stellari. Nella sua carriera ha anche lavorato come sceneggiatore, produttore, montatore e compositore.

## Carriera
Entrò nel mondo dello spettacolo come ballerino per la compagnia teatrale Stomp, in cui si predilige la comunicazione fisica, fatta di danze e balletti. Nel 1997, Best, dinoccolato e agile, fu notato dal direttore di casting Robin Gurland, che stava cercando una persona in grado di indossare i panni del maldestro Jar Jar Binks, nuovo personaggio della saga fantascientifica di Guerre stellari
Critica e pubblico detestarono il personaggio, considerato un pretesto per gag infantili, mentre Lucas, regista del film, venne tacciato di razzismo, a causa della rappresentazione del personaggio, simile ad un afroamericano. A queste accuse, Best reagì negando ogni intento razzista del regista: «Non solo credo che queste critiche non abbiano validità, ma penso che sia davvero stupido inserire pregiudizi e omofobie in un film fantascientifico»
Per il ruolo di Jar Jar Binks, Best ricevette un Razzie Award al peggior attore non protagonista nel 1999, e una nomination allo stesso premio nel 2002.
Best riprenderà il personaggio di Jar Jar Binks nei due film successivi, in alcuni videogiochi, nella serie televisiva Star Wars: The Clone Wars e nei due episodi dedicata a Guerre stellari dello show Robot Chicken.
Nel 2006 doppia il videogioco Scarface: The World is Yours, mentre nel 2008, crea la serie televisiva This Can't Be My Life, in cui, oltre a dirigere, scrivere e produrre lo show, riveste il ruolo di montatore, compositore e attore.

## Filmografia parziale
- Star Wars - Episodio I - La minaccia fantasma (Star Wars: Episode I - The Phantom Menace), regia di George Lucas (1999) – Jar Jar Binks
- Star Wars - Episodio II - L'attacco dei cloni (Star Wars: Episode II - Attack of the Clones), regia di George Lucas (2002) – Jar Jar Binks
- Armitage III: Dual-Matrix, regia di Katsuhito Akiyama (2002)
- Star Wars - Episodio III - La vendetta dei Sith (Star Wars: Episode III - Revenge of the Sith), regia di George Lucas (2005) – Jar Jar Binks
- Robot Chicken – serie animata (2007–2008) – doppiaggio
- Star Wars: The Clone Wars – serie animata, 7 episodi (2008-2014) – doppiaggio
- The Mandalorian – serie televisiva, episodio 3×04 (2023) – Kelleran Beq